# Aulo Cecílio Faustino
Aulo Cecílio Faustino (em latim: Aulus Caecilius Faustinus) foi um senador romano da gente Cecília nomeado cônsul sufecto para o nundínio de julho a agosto de 99 com Quinto Fábio Bárbaro Valério Magno Juliano. Sua vida é conhecida apenas através de inscrições.

## Carreira
A carreira política de Faustino está incompleta e se conhecem apenas dois cargos ocupados por ele depois do consulado. O primeiro foi de governador da Mésia Inferior entre 103 e 105, quando começou a Campanha dácia de Trajano. Ele foi imediatamente substituído por Lúcio Fábio Justo, que tinha mais experiência militar.
Depois, Faustino foi procônsul da África entre 115 e 116, uma posição que era considerada o ápice de uma carreira senatorial bem sucedida. Depois disto, Faustino desapareceu do registro histórico.